# 四個堅持
「四個堅持」是由中華民國總統蔡英文於2021年雙十節的講話中提出的兩岸外交主張。
其內容為：
|  | 1. 堅持自由民主的憲政體制 2. 堅持中華民國與中华人民共和国互不隸屬 3. 堅持主權不容侵犯併吞 4. 堅持中華民國臺灣的前途，必須遵循全體臺灣人民的意志 |

## 回应

### 民主進步黨
民主進步黨發言人周江指出，國民黨在過去不斷矮化台灣的國際地位及國家主權，放任中國打壓台灣，如同「放棄」中華民國。蔡英文的「四個堅持」展現了捍衛國家主權以及民主自由的堅定態度。而民進黨內部的民調亦顯示主流民眾支持兩國論（即中台互不隸屬）。

### 中國國民黨
中國國民黨前主席洪秀柱認為根據《中華民國憲法》，大陸地區的土地屬中華民國擁有，蔡英文提出的主張如同觸犯了憲法，因蔡承認自己國家的領土（中華民國大陸地區）屬於另一個政權。

### 台灣民眾黨
台灣民眾黨主席柯文哲回應，認為蔡英文的「四個堅持」是廢話。

### 中共中央台湾工作办公室
中共中央台湾工作办公室發言人马晓光於2021年10月指出，「四個堅持」是公然否認大陸和台灣同屬一個中國、販賣兩國論的政策，民進黨政府不論怎樣包裝和粉飾，都無法掩蓋「謀獨」挑釁分裂國家的邪惡用心。